# Collegio plurinominale Sicilia 2 - 01 (2020)
Il collegio elettorale plurinominale Sicilia 2 - 01 è un collegio elettorale plurinominale della Repubblica italiana per l'elezione della Camera dei deputati.

## Territorio
Come previsto dalla legge n. 51 del 27 maggio 2019, il collegio è stato definito tramite decreto legislativo all'interno della circoscrizione Sicilia 2.
Il collegio comprende la zona definita dai due collegi uninominali Sicilia 2 - 05 (Barcellona Pozzo di Gotto) e Sicilia 2 - 06 (Messina) quindi tutta la città metropolitana di Messina e la provincia di Enna.

## XIX legislatura

### Risultati elettorali
|                               | Fratelli d'Italia                                       | 56 164  | 15,96 | 1 | 113 030 | 32,12 | 1 |  |  |
|                               | Forza Italia                                            | 40 591  | 11,53 | – | 113 030 | 32,12 | 1 |  |  |
|                               | Lega per Salvini Premier                                | 14 762  | 4,19  | – | 113 030 | 32,12 | 1 |  |  |
|                               | Noi Moderati                                            | 1 513   | 0,43  | – | 113 030 | 32,12 | 1 |  |  |
|                               | Sud chiama Nord                                         | 92 974  | 26,42 | – | 92 974  | 26,42 | 1 |  |  |
|                               | Movimento 5 Stelle                                      | 64 406  | 18,30 | 1 | 64 406  | 18,30 | – |  |  |
|                               | Partito Democratico - Italia Democratica e Progressista | 42 207  | 11,99 | 1 | 54 618  | 15,52 | – |  |  |
|                               | Alleanza Verdi e Sinistra                               | 5 300   | 1,51  | – | 54 618  | 15,52 | – |  |  |
|                               | +Europa                                                 | 4 913   | 1,40  | – | 54 618  | 15,52 | – |  |  |
|                               | Impegno Civico – Centro Democratico                     | 2 198   | 0,62  | – | 54 618  | 15,52 | – |  |  |
|                               | Azione - Italia Viva                                    | 13 093  | 3,72  | – | 13 093  | 3,72  | – |  |  |
|                               | Italexit                                                | 6 650   | 1,89  | – | 6 650   | 1,89  | – |  |  |
|                               | Italia Sovrana e Popolare                               | 2 992   | 0,85  | – | 2 992   | 0,85  | – |  |  |
|                               | Unione Popolare                                         | 2 890   | 0,82  | – | 2 890   | 0,82  | – |  |  |
|                               | Vita                                                    | 1 256   | 0,36  | – | 1 256   | 0,36  | – |  |  |
| Totale                        | Totale                                                  | 351 909 | 100   | 3 | 351 909 | 100   | 2 |  |  |
|                               |                                                         |         |       |   |         |       |   |  |  |
| Voti non validi               | Voti non validi                                         | 36 899  | 9,49  |   |         |       |   |  |  |
| Votanti                       | Votanti                                                 | 388 808 | 62,18 |   |         |       |   |  |  |
| Elettori                      | Elettori                                                | 625 330 |       |   |         |       |   |  |  |
|                               |                                                         |         |       |   |         |       |   |  |  |
| Data: 25 settembre 2022       |                                                         |         |       |   |         |       |   |  |  |
| Fonte: Ministero dell'interno |                                                         |         |       |   |         |       |   |  |  |

### Eletti

#### Eletti nei collegi uninominali
Eletti nella coalizione di centro-destra (FdI - Lega - FI - NM)
     Eletti in Sud chiama Nord
| Collegio uninominale         | Eletto | Eletto            | Partito         |
| ---------------------------- | ------ | ----------------- | --------------- |
| 5. Barcellona Pozzo di Gotto |        | Tommaso Calderone | Forza Italia    |
| 6. Messina                   |        | Francesco Gallo   | Sud chiama Nord |

#### Eletti nella quota proporzionale
| Movimento 5 Stelle | Fratelli d'Italia | Partito Democratico-IDP |
| ------------------ | ----------------- | ----------------------- |
|                    |                   |                         |
| Angela Raffa       | Maurizio Leo      | Maria Stefania Marino   |